# Liste der Stolpersteine in der Comarca Osona
Die Liste der Stolpersteine in der Comarca Osona enthält die Stolpersteine der Comarca Osona in Spanien, die vom deutschen Künstler Gunter Demnig verlegt wurden. Stolpersteine erinnern an das Schicksal der Menschen, die von den Nationalsozialisten ermordet, deportiert, vertrieben oder in den Suizid getrieben wurden. Sie liegen im Regelfall vor dem letzten selbstgewählten Wohnsitz des Opfers.
Die ersten Verlegungen in Spanien erfolgten am 9. April 2015 in Navàs und El Palà de Torroella, in der Comarca Osona wurde der erste Stolperstein am 19. April 2019 in Prats de Lluçanès verlegt. Die katalanische Übersetzung des Begriffes Stolpersteine lautet: pedres que fan ensopegar. Auf Spanisch werden sie piedras de la memoria (Erinnerungssteine) genannt.

## Verlegte Stolpersteine

### Prats de Lluçanès
In Prats de Lluçanès wurden bisher drei Stolpersteine verlegt.
| Stolperstein | Übersetzung                                                                                                  | Verlegeort                                   | Name, Leben                           |
| ------------ | --- | -------------------------------------------- | ------------------------------------- |
|              | HIER WOHNTE MELCIOR CAPDEVILA ROCA GEBOREN 1914 EXIL DEPORTIERT 1940 MAUTHAUSEN BEFREIT                      | Prats de Lluçanès, Carrer de la Resclosa, 31 | Melcior Capdevila Roca (1914–?)       |
|              | HIER LEBTE FRANCISCO ROVIGA VIÑOLAS GEBOREN 1913 EXIL DEPORTIERT 1944 MAUTHAUSEN BEFREIT                     |                                              | Francisco Rovira Viñolas (1913–?)     |
|              | HIER WOHNTE JOSEP TARRADELLAS NOGUERA GEBOREN 1917 EXIL DEPORTIERT 1941 MAUTHAUSEN ERMORDET 28.7.1943 DACHAU | Prats de Lluçanès, Carrer de la Font, 7      | Josep Tarradellas Noguera (1917–1943) |

### Vic
In Vic wurden zehn Stolpersteine verlegt. Verlegt wurden die Stolpersteine vor dem Eingangsbereich des Bahnhofsgebäudes von Vic.
| Stolperstein | Übersetzung | Verlegeort         | Name, Leben                           |
| ------------ | --- | ------------------ | ------------------------------------- |
|              | HIER LEBTE RAMIR BADIA QUINTILLA GEBOREN 1919 EXIL DEPORTIERT 1941 MAUTHAUSEN BEFREIT                            | Plaça de l'Estació | Ramir Badia Quintilla (1919-)         |
|              | HIER LEBTE JOAQUIM DELGADO RIBADULLA GEBOREN 1901 EXIL DEPORTIERT 1941 MAUTHAUSEN ERMORDET 1.12.1941 GUSEN       | Plaça de l'Estació | Joaquim Delgado Ribadulla (1901–1941) |
|              | HIER LEBTE CARLES FRANQUESA GÜELL GEBOREN 1908 EXIL DEPORTIERT 1940 MAUTHAUSEN BEFREIT                           | Plaça de l'Estació | Carles Franquesa Güell (1908–)        |
|              | HIER LEBTE JOSEP FRANQUESA VIDAL GEBOREN 1890 EXIL 1939 DEPORTIERT 1944 NEUENGAMME ERMORDET 4.12.1944 SCHANDELAH | Plaça de l'Estació | Josep Franquesa Vidal (1890–1944)     |
|              | HIER LEBTE MIQUEL GUDIOL ROVIRA GEBOREN 1913 EXIL DEPORTIERT 1944 BUCHENWALD BEFREIT                             | Plaça de l'Estació | Miquel Gudiol Rovira (1913–)          |
|              | HIER LEBTE ARTUR PIQUÉ FARGAS GEBOREN 1900 EXIL DEPORTIERT 1941 MAUTHAUSEN ERMORDET 8.1.1942 GUSEN               | Plaça de l'Estació | Artur Piqué Fargas (1900–1941)        |
|              | HIER LEBTE JOAN RODRÍGUEZ PONS GEBOREN 1914 EXIL 1939 DEPORTIERT 1941 MAUTHAUSEN BEFREIT                         | Plaça de l'Estació | Joan Rodríguez Pons (1914–)           |
|              | HIER LEBTE LLUÍS SERRADELL SANTANERA GEBOREN 1904 EXIL DEPORTIERT 1941 MAUTHAUSEN ERMORDET 19.11.1941 GUSEN      | Plaça de l'Estació | Lluís Serradell Santanera (1904–1941) |
|              | HIER LEBTE FELICIÀ TONA BASSAS GEBOREN 1903 EXIL DEPORTIERT 1941 MAUTHAUSEN ERMORDET 8.11.1941 GUSEN             | Plaça de l'Estació | Felicià Tona Bassas (1903–1941)       |
|              | HIER LEBTE JOSEP VERDAGUER ANGLADA GEBOREN 1903 EXIL DEPORTIERT 1940 MAUTHAUSEN ERMORDET 15.8.1941 GUSEN         | Plaça de l'Estació | Josep Verdaguer Anglada (1914–1941)   |

## Verlegedaten
- 19. April 2019: Prats de Lluçanès (Carrer de la Font, 7 und Carrer de la Resclosa, 31)[1]
- 29. Mai 2021: Prats de Lluçanès[2]
- 30. März 2022: Vic[3]